# ソ・ミヌ
ソ・ミンウ(1985年2月8日  -  2018年3月25日  )は、韓国の男性グループ100% (グループ)のリーダーであり、サブボーカルのメンバー。

## 学歴
- 大邱京東小学校 （卒業）
- 大邱洞中学校（卒業）
- 大輪高校（卒業）
- 慶北大学農業生命科学大学 応用生物学科（卒業）

## 経歴・人物
2012年に男性アイドルグループ100% (グループ)でデビュー以前のインターネットオルチャンで有名になり、2006年のドラマ韓国放送公社の主演に抜擢され、芸能界に入門した。 同年、初の映画「特別時の人々」も主演抜擢のため注目される新鋭俳優で話題を集めたことがある。 その他2007年SBSドラマ『王と私』と2008年、映画『待つ狂気』を通じて安定感ある演技を見せて次第自分の領域を広げた。2014年3月4日入隊し、2015年 12月3日全域した。2018年 3月25日江南区の自宅で急性心停止状態で発見され、救急隊が出動しましたが、死亡が確認された。33歳没。ミヌの訃報が伝えられた韓国芸能界は、大きな衝撃に包まれている。最近まで、ミヌの個人SNSには「幸せな瞬間」と近況も綴られており、ファンも彼の死を受け止められずにいる。

## 出演
- 2006年 KBS 2『成長ドラマ四捨五入3』
- 2006年 映画 『特別時の人々』、以南役
- 2007年 SBS ドラマ『王と私』、ソン・マンドク役
- 2008年 映画 『待つ狂気』、ソン・ホシン役
- 2013年 KBS2 『夫婦クリニック愛と戦争』、ゲスト出演
- 2016年 KBS2 『ドラマスペシャル - 平壌までイ・マンウォン』、古民区役